# Jules-Joseph Meynier
Pour les articles homonymes, voir Meynier.

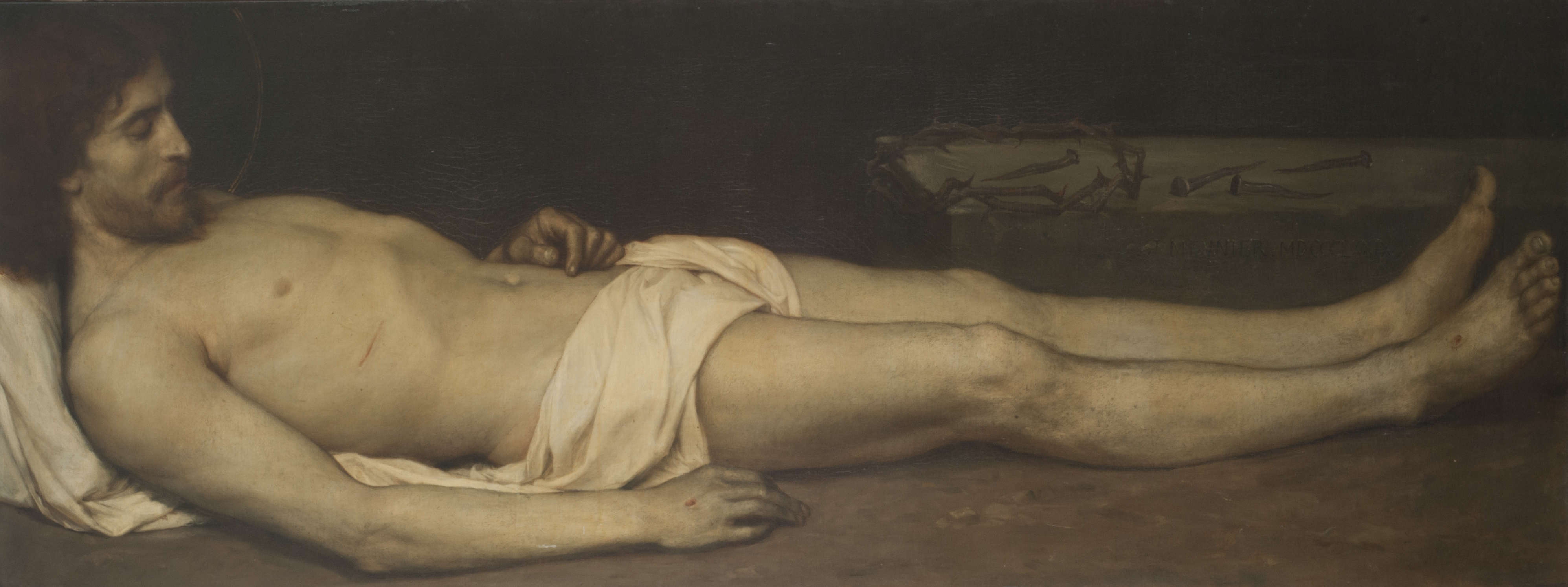
Jules-Joseph Meynier, Christ mort, 1897

Jules-Joseph Meynier (Paris, 4 novembre 1826 - 1903) est un peintre français.

## Biographie

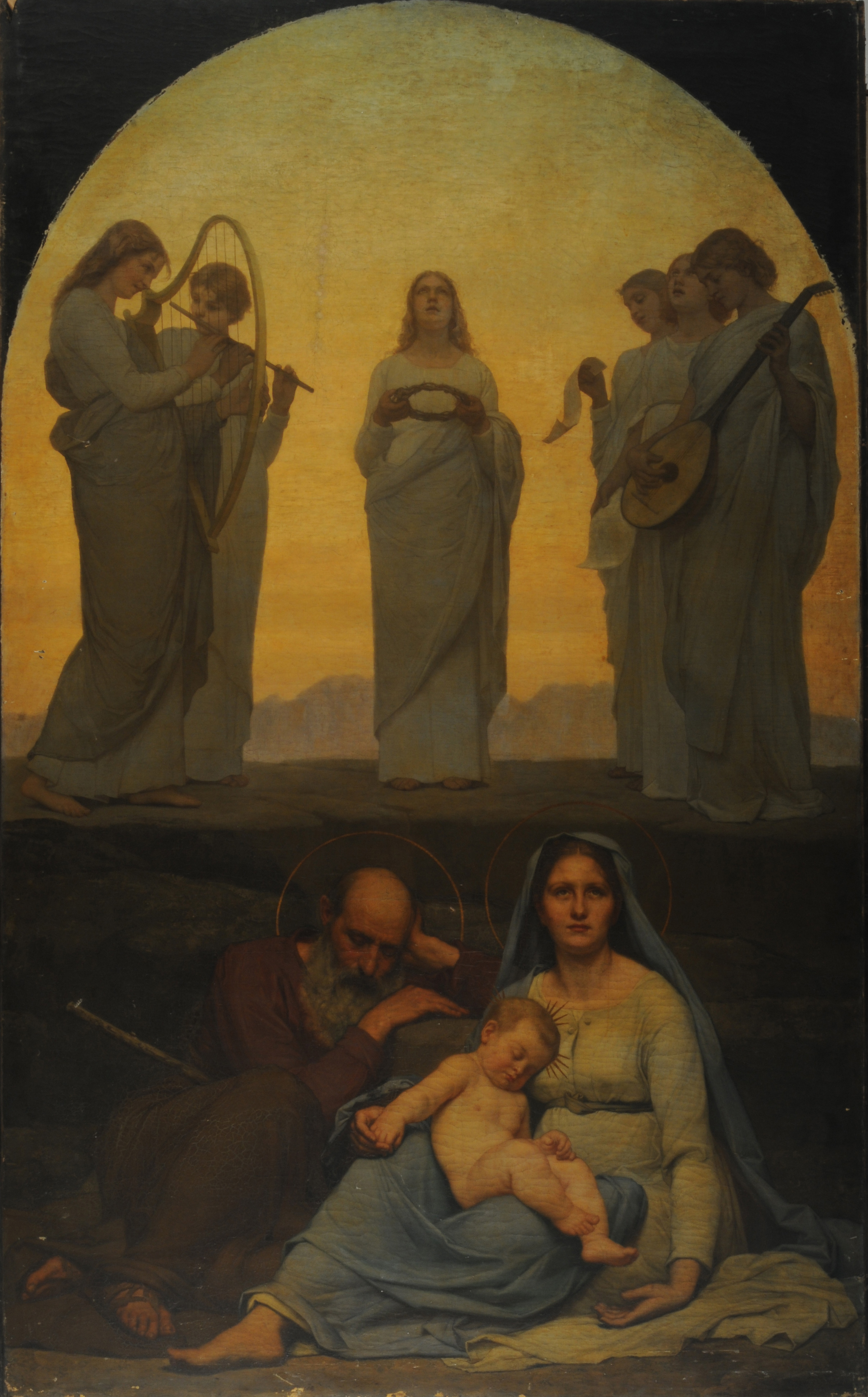
El sueño del niño Jesús, Museo Nacional de Bellas Artes (Argentine)

Élève de Charles Gleyre, de Paul Delaroche et de François-Augustin Bridoux aux Beaux-Arts de Paris (1844), il participe au Salon de Paris dès 1853 et jusqu'à sa mort. Il y obtient la Médaille en 1867 et une médaille de 2e classe en 1877.
On lui doit des scènes d'histoire et de genre et des portraits, ainsi que les décorations murales de l'église du Bourget en Seine-Saint-Denis.

## Œuvres
- Retour du calvaire, musée national du château de Pau
- Vue du forum romain avec la colonnade du temple de Saturne, 1850
- Vue du Capitole à Rome, 1850
- Ruines antiques dans la région d'Ariccia, 1851
- Jésus prêchant sur le lac de Tibériade, Mairie de La Seyne-sur-Mer
- Les baigneuses, 1885, huile sur toile, 142 x 242 cm, Gray (Haute-Saône), musée Baron-Martin
- Le Bain, Musée Calvet, Avignon
- Premiers chrétiens en prière, Musée Calvet, Avignon
- Le Satyre et le passant, 1872, Musée des Beaux-arts de Tours
- Le Meunier, son fils et l'âne, Musée Antoine Lécuyer, Saint-Quentin
- Chrysante et Daria, Musée des Beaux-Arts et de la Dentelle, Calais
- Jésus apaisant la tempête, 1870, Musée des Beaux-arts de Cambrai
- La Diseuse de bonne aventure
- Le Sermon sur la montagne, 1859
- Le songe de l'enfant Jésus, Buenos Aires, Museo Nacional de Bellas Artes (Argentine).
- Christ mort, 1897, Buenos Aires, Museo Nacional de Bellas Artes (Argentine).
- La Vérité, Orléans, musée des Beaux-Arts
- Le Jugement de Pâris, Orléans, musée des Beaux-Arts